# Asterophrys
Asterophrys is een geslacht van kikkers uit de familie smalbekkikkers (Microhylidae). De groep werd voor het eerst wetenschappelijk beschreven door Johann Jakob von Tschudi in 1838.
Er zijn twee soorten die voorkomen in delen van Azië en endemisch zijn in Nieuw-Guinea.

## Taxonomie
Geslacht Asterophrys
- Soort Asterophrys leucopus
- Soort Asterophrys turpicola

Aphantophryne · 
Asterophrys · 
Austrochaperina · 
Barygenys · 
Callulops · 
Choerophryne · 
Cophixalus · 
Copiula · 
Gastrophrynoides · 
Genyophryne · 
Hylophorbus · 
Liophryne · 
Mantophryne · 
Metamagnusia · 
Oninia · 
Oreophryne · 
Oxydactyla · 
Paedophryne · 
Pseudocallulops · 
Sphenophryne · 
Xenorhina